# Harold Garfinkel
Harold Garfinkel (29 tháng 10 năm 1917 – 21 tháng 4 năm 2011) là nhà xã hội học người Mỹ, nguyên giáo sư Đại học California. Ông là người sáng lập ngành nghiên cứu tri thức bình dân, tức là ethnomethodology, được đặt tên bằng cách ghép các từ gốc Hi Lạp là ethno (dân, dân tộc), method (phương pháp) và -logy (ngành học). Với kiến thức cơ bản từ ngành kế toán, Garfinkel bước vào xã hội học trong vòng ảnh hưởng của trường phái giao tiếp biểu tượng (symbolic interactionism) của Talcott Parsons và hiện tượng luận (phenomenology) của Alfred Schutz. Theo ông, hiện tượng xã hội cần được nhà nghiên cứu ghi nhận một cách "tính toán được", tức là có thể quan sát được và báo cáo lại được (như hệ thống kế toán). Dữ liệu cũng cần được thể hiện để đưa ra các giá trị như là những con số trên bảng cân đối, và giá trị nhất là các cụm từ mang tính phân loại, xếp hạng. Do gắn liền với ngôn ngữ được sử dụng trong tương tác mà bộ môn nghiên cứu tri thức bình dân cũng thường gắn liền với "phương pháp phân tích đối thoại" (conversation analysis), như tên gọi chính thức của hiệp hội quốc tế IIEMCA (The International Institute for Ethnomethodology and Conversation Analysis).
Nói một cách đơn giản, ethnomethodology là ngành nghiên cứu những phương pháp mà người dân bản địa sử dụng trong cuộc sống hàng ngày để ứng xử trong cuộc sống xã hội. Thông qua ngôn ngữ người nghiên cứu có thể hiểu được các tương tác xã hội hay chính xác hơn là các hành vi tạo ra hoạt động xã hội. Phân tích thuộc trường phái này trên một mẩu đối thoại ghi được trong cuộc sống sẽ quan tâm chủ yếu không phải là nội dung hay hình thức của cuộc đối thoại đó, mà là những ngụ ý giữa hai hàng chữ. Với một câu chào đơn giản người ta có thể diễn giải một lượng lớn các nội dung ẩn chứa giữa các dòng chữ. (Ví dụ như trong tiếng Việt khi chuyển cách xưng hô của nhân vật nữ gọi nhân vật nam từ chú sang anh có thể là cả một câu chuyện tình ướt át.) Nhà nghiên cứu cần phải biết "phân biệt giữa những gì được nói ra và những điều được nói đến" (Garfinkel 1967:27). Nghiên cứu này đặc biệt hữu dụng trong khảo sát môi trường sống và lao động (Garfinkel ed. 1986).
Môi trường nghiên cứu của ethnomethodology cũng là thực địa, nhưng nếu dịch sang tiếng Việt là điền dã có thể bị hiểu nhầm với cách hiểu điền dã hiện nay ở Việt Nam khá gần với dân tộc ký, tức là ethnography, vốn phổ biến từ thập niên 1920s, cũng gần với các khảo sát dân tộc học của ngành ethnology. Phát triển cùng với trường phái Chicago trong khảo sát xã hội, dân tộc ký nhanh chóng lấn át các phương pháp điều tra xã hội học (survey) và phân tích số liệu, trở thành phương pháp thường được dùng nhất (Francis & Hester 2004:22). Tuy nhiên, khi quan sát và phỏng vấn, người sử dụng phương pháp dân tộc ký vẫn đặt khoảng cách với đối tượng nghiên cứu, luôn coi mình là người bên ngoài trong bối cảnh nghiên cứu. Với ethnomethodology thì ngay từ quá trình quan sát đã là hoạt động nhiều hơn là kỹ thuật đặc thù trong ngày xã hội học, mà là một phần không thể thiếu được trong cuộc sống hàng ngày. Không chỉ nhà nghiên cứu mà tất cả mọi người trong bối cảnh nghiên cứu đều quan sát để rút ra các tri thức ứng dụng ngay lập tức trong hoàn cảnh đó và nâng cấp cho nhiều hoạt động trong cuộc sống hàng ngày. (Ví dụ người sống trong không gian rộng cần nói to để truyền đạt âm thanh sẽ tạo thành đặc tính này) Những điều hiển nhiên trong ứng xử của đối tượng sẽ là mối quan tâm hàng đầu của nhà nghiên cứu nhằm đưa ra giải thích phù hợp.
Về cơ bản, phương pháp nghiên cứu của ethnomethodology gồm ba bước chính (Francis & Hester 2004:23). Đầu tiên là ghi nhận những gì có thể quan sát và ghi lại được thành trường hợp (observably-the-case), trong đối thoại, hoạt động, hay bối cảnh. Bước thứ hai là đặt câu hỏi làm thế nào mà trường hợp này được tạo ra như vậy và được nhận biết như vậy. Bước thứ ba là cân nhắc, phân tích và mô tả những phương pháp mà người dân bản địa tại môi trường nghiên cứu sử dụng để tạo ra và nhận biết những đặc tính mà người nghiên cứu đã ghi nhận ở bước đầu tiên (Thuật ngữ chuyên ngành được David Francis và Stephen Hester sử dụng trong giáo trình là self-reflection, analysis of recorded talk and action, và acquired immersion).